# Кристина Агилера
Кристина Мария Агилера (на английски: Christina María Aguilera) е американска поп певица и автор на песни.
От 2010 г. има звезда на Холивудската алея на славата.

## Биография

### Младежки години
Агилера е родена на 18 декември 1980 г. в Статън Айлънд, Ню Йорк Сити, Ню Йорк, САЩ. Баща ѝ е военен служител, а майка ѝ – пианистка, която постоянно е на турнета из Европа със своя симфоничен оркестър.
Като малка Кристина пътува много. Живее в щатите Флорида и Ню Джърси, преди трайно да се установи в Уексфорд – предградие на Питсбърг. Прочута е с изключително силния си глас, както и със скандалната си визия.
От малка започва да се занимава с музика. Отначало Кристина пее по училищните представления. На 8 години се явява на националния конкурс за млади таланти. На 10 пее в църковния хор в Питсбърг, а на 12 години получава възможност за участие в New Mickey Mouse Club заедно с Бритни Спиърс, Джъстин Тимбърлейк, Джей Зи и звездата от Felicity Кери Ръсел.
След две години в седмичното шоу на „Дисни“ Кристина отпътува отвъд океана, за да усъвършенства музикалните си способности. Записва All I Wanna Do в дует с японската поп звезда Кейзо Наканиши и прави турне в Япония. През 1996 г. се ражда брат ѝ Майкъл Кърнс.

### Професионална кариера
През 1998 г. е поканена да изпее песента към саундтрака на филма „Мулан“. По-късно тя включва тази песен в предстоящия си албум. Същата година е харесана от звукозаписната компания RCA и подписва договор с тях. Песента към „Мулан“ печели Златен глобус за най-добра оригинална песен от анимационен филм. През юни изпълнява I Turn to You с Тони Кембъл на ALMA Awards („Награди ALMA“). Видеото на първата песен от дебютния ѝ албум – Genie In A Bottle, излиза на 27 юни, а през август става номер едно в Щатите.
През юни 2000 г. стартира лятно турне на Агилера. Тогава I Turn To You влиза под номер 3 в класациите. През август певицата официално обявява връзката си с танцьора Джордж Сантос. След това записва песен за реклама на Кока-Кола – Ven Conmigo. През септември дебютира с пет номинации за наградите на MTV. Тогава издава и своя испански албум, който влиза в чартовете под номер 27. През октомври излиза петият ѝ сингъл Come On Over Baby (All I Want Is You), който влиза в британските класации под номер 8, като вече е бил четири седмици номер 1 в Америка.
През 2001 г. е издаден първият албум на Агилера – Just be free („Просто бъди свободен“). Дебютният албум на Кристина става 9 пъти платинен в САЩ. Дебютира в „Билборд“ направо на първо място като измества Пи Диди с 50 000 копия. Реализират се още две песни – What A Girl Wants от дебютния ѝ албум, и The Christmas Song от предстоящия ѝ коледен албум My Kind of Christmas. В албума участва 70-членен оркестър, влиза i дуетът ѝ с Доктор Джон в Merry Christmas Baby. През януари 2001 г. албумът става платинен. The Christmas Song става най-успешната коледна песен за всички времена. Излиза и DVD-концертът Genie Gets Her Wish. Кристина е поканена да изпее The Christmas Song пред президента на Щатите за Коледа. Пее в дует с Би Би Кинг и Джелел. Номинирана е за две награди Грами – за най-добър нов изпълнител и за най-добър женски вокал.
През март записва песента Nobody Wants To Be Lonely с Рики Мартин. През април печели две награди на Blockbuster Awards 2001 за Изпълнителка на годината и за Най-добър латино албум на годината. Заедно с Пинк, Миа и Лил'Ким записва римейк на Lady Marmalade (към филма Мулен Руж). През юни издава My Reflection на DVD и VHS. През юли Lady Marmalade е номинирана за шест награди за музикални видеоклипове на MTV (MTV Video Music Awards): най-добро видео на годината, най-добро денс видео, най-добро поп видео, най-добро видео от филм, най-добра хореография във видео и най-добра режисура на видео, от които през август печели наградите за най-добро видео на годината и най-добро видео от филм. През септември Mi Reflejo става тройно платинен (600 000) на RIAA's Los Premios de Oro y Platino. През 2002 излиза най-новото видео на Кристина „Dirrty“, което изцяло е променило стила ѝ на малко безобидно момиче, което пее любовни песни. Тя започва да се появява по списанията по-разголена, на някои корици дори и без дрехи. На 29 октомври излиза и 2-рият (истински) студиен албум Stripped.
На 14 ноември Кристина пее на европейските награди на MTV. На 23 ноември Dirrty излиза на DVD. На 6 декември е пуснат вторият сингъл от албума на Кристина – Beautiful. На 11 януари 2003 г. певицата пак е номинирана за Грами, но на самата церемония тя не печели. На 7 април излиза „Fighter“ и цветът на косата на Кристина вече е черен. На 26 юни излиза и четвъртият сингъл от Dirrty с участието на Лил'Ким – „Can't hold us down“. В края на юли Кристина има четири номинации за наградите на MTV.
През 2004 г. Кристина записва песен с Нели (Tilt ya head back) и дует с Миси Елиът (Car wash). Car wash е включена в саундтрака на филма „История за акули“. Нейният дебютен албум излиза през 1999 г., когато е на 18. През 2000 г. излиза и първият ѝ албум на испански език. Изключителна известност постига с втория си албум „Stripped“ („Гола“), който постига големи продажби.
Предпоследният ѝ албум е „Back to Basics“, който излиза през лятото на 2006 година. Самата певица споделя, че той е посветен на нейния съпруг. В албума са вплетени мотиви от музиката на 20-те, 30-те и 40-те години – джаз и соул.
Последният ѝ албум – Bionic, излиза през лятото на 2010 г. В него тя залага на футуристично електро-поп звучене. От албума излизат 3 сингъла – Not myself tonight, Woowoo и You lost me. През ноември 2010 г. участва във филма „Burlesque“ заедно с Шер.

### Личен живот
През 2005 г. се омъжва за Джордан Братман, а на 12 януари 2008 г. ражда своето първо дете – Макс Лайрън Братман, името е съчетание от еврейско и латинско име и в превод значи „Моята най-добра песен“. В негова чест тя прави видео на песента „Save me from myself“ от албума Back to Basics. През 2010 г. Кристина се разделя със съпруга си заради изневяра. Излиза и нейният нов студиен албум Bionic. През 2011 г. участва в телевизионното предаване „Гласът“ (The voice). Близки приятелки са с певицата Британи Мърфи.

## Дискография

### Студийни албуми
- Christina Aguilera: 1999
- Mi Reflejo: 2000
- My Kind of Christmas: 2000
- Stripped: 2002
- Back to Basics: 2006
- Bionic: 2010
- Lotus: 2012
- Liberation: 2018
- Aguilera: 2022

### Компилации
- Just Be Free: 2001
- Keeps Gettin' Better - A decade of Hits: 2008

### Саундтрак
- Burlesque: 2010

### EP
- Justin & Christina: 2003
- La Fuerza: 2022

### Сингли
- Reflection: 1998
- Genie in a Bottle: 1999
- What a Girl Wants: 1999
- I Turn to You: 2000
- Ven Conmigo (Solamente Tú): 2000
- Come On Over Baby (All I Want Is You): 2000
- Pero Me Acuerdo de Ti: 2002
- Lady Marmalade: 2001
- Falsas Esperanzas: 2001
- Dirrty: 2002
- Beautiful: 2002
- Fighter: 2003
- Can't Hold Us Down: 2003
- The Voice Within: 2003
- Car Wash: 2004
- Ain't No Other Man: 2006
- Hurt: 2006
- Candyman: 2007
- Slow Down Baby: 2007
- Oh Mother: 2007
- Keeps Gettin' Better: 2008
- Not Myself Tonight: 2010
- Woohoo: 2010
- You Lost Me: 2010
- Show Me How You Burlesque: 2010
- Your Body: 2012
- Just a Fool: 2012
- Say Something: 2013
- We Remain: 2013
- Change: 2016
- Telepathy: 2016
- Accelerate: 2018
- Fall in Line: 2018
- Fall in Line: 2019
- Pa Mis Muchachas 2021
- Santo: 2022

### Видео албуми
- Genie Gets Her Wish: 1999
- My Reflection: 2001
- Stripped Live in the U.K.: 2004
- Back to Basics: Live and Down Under: 2008

## Турнета
- Christina Aguilera: In Concert: 2000 – 2001
- Justified/Stripped Tour: 2003
- Stripped World Tour: 2003 (с Джъстин Тимбърлейк)
- Back to Basics Tour: 2006 – 2008
- Liberation Tour: 2018
- The X Tour: 2019

## Продукти

### Аромати
- Christina Aguilera: 2007
- Inspire: 2008
- Christina Aguilera by Night: 2009
- Royal Desire: 2010
- Secret Potion: 2011
- Red Sin: 2011